# Afrothismia foertheriana
Espèce
Afrothismia foertheriana T.Franke, Sainge & Agerer est une espèce de plantes de la famille des Burmanniaceae et du genre Afrothismia. C'est une plante endémique du Cameroun.

## Étymologie
Son épithète spécifique rend hommage au botaniste allemand Harald Förther (es).

## Description
C'est une petite herbe rhizomateuse atteignant 6 cm de hauteur.

## Distribution
On ne lui connaît jusqu'ici qu'une seule localisation, la forêt communautaire de Diongo, en périphérie de la réserve forestière de Onge, à environ 8 km au nord-est du village de Diongo (département du Ndian au sud-ouest du Cameroun), c'est-à-dire sur les contreforts occidentaux du mont Cameroun, à une altitude de 230 m. Elle y a été découverte le 7 octobre 2002 par Thassilo Franke et Moses Nsanyi Sainge.
Cependant Vincent Merckx (2008) rapporte avoir observé des individus de l'espèce en deux lieux différents à Diongo.

## Habitat
Son habitat est celui de la forêt tropicale de basse altitude.

## Écologie
L'espèce est menacée par l'exploitation forestière illégale et le développement des activités agricoles, notamment pour la production d'huile de palme et de cacao. Sur la liste rouge de l'UICN elle est considérée comme en danger critique d'extinction (CR).